# フレデリック・コイエット
フレデリック・コイエット（スウェーデン語: Fredrik Coyet、オランダ語: Frederick Coyett、1615年頃 - 1687年10月17日）は、スウェーデンの貴族。出島のオランダ商館長を2度（1度目：1647年11月3日- 翌年11月9日。2度目は1652年11月4日 - 翌年11月10日）、最後のオランダ領台湾行政長官を務めた。日本を訪れた最も初期のスウェーデン人の一人である。

## 生涯

### 出島オランダ商館長
1643年にオランダ東インド会社の職員としてバタヴィアに到着し、同地で勤務した。日本へは商館長に任命され初めて赴任した。長崎に到着すると、恒例の江戸参府のため、1647年11月19日に長崎を出発した。12月に江戸に到着したが、ブレスケンス号の乗員の釈放に対して、いまだに感謝を表明する大使が派遣されていないこと、1647年来航のポルトガル使節にバタヴィア寄航を許したことを理由に将軍徳川家光への拝謁は許されず、また献上品も受け取りを拒否された。
その後1649年に台湾次席を務め、同年11月20日にスウェーデンのクリスティーナ女王より爵位を与えられた。1652年に再び出島の商館長となった。江戸幕府が要求した謝礼使節は1649年に派遣されていたため、コイエットは1653年2月12日、無事に将軍徳川家綱に拝謁することができた。この2回目の出島商館長を務めていた際に、明の遺臣・鄭成功の台湾攻撃の可能性を報告しているが、バタヴィアの総督府は無視していた。

### 台湾行政長官
コイエットはオランダ東インド会社の最後の台湾行政長官として知られている。1656年6月30日の着任後、台湾から上がる収益は急拡大し、コイエットの評価は高まった。この間、コイエットは鄭成功の危険性を引き続き訴え動向にはまだ注意が必要と繰り返し報告するが、やはりゼーランディア城の防備の強化は却下された。この為、コイエットはバタヴィアの許可なしに、城の強化を行なった。
1660年になると、会社も台湾の危機を認識し始めた。1660年7月16日、ヤン・ファン・デル・ラーン（Jan van der Laen）を司令官とする12隻からなる救援艦隊がバタヴィアを出航し、9月には台湾に到着した。しかし、この艦隊は台湾に問題が無いようならば、マカオのポルトガル軍を攻撃するように命令されていた。防御戦に勝利しても新たに得られるものは無いが、マカオを攻略すれば莫大な利益を得ることができる。この為、当初よりファン・デル・ラーンは台湾の危機を軽視しており、コイエットと意見が対立し、1661年2月には4隻を残してバタヴィアに戻ってしまった。ファン・デル・ラーンはコイエットは長官としては不適と訴えたため、会社はヘルマン・クレンク（Herman Klenck van Odessa）を新長官に任命した。

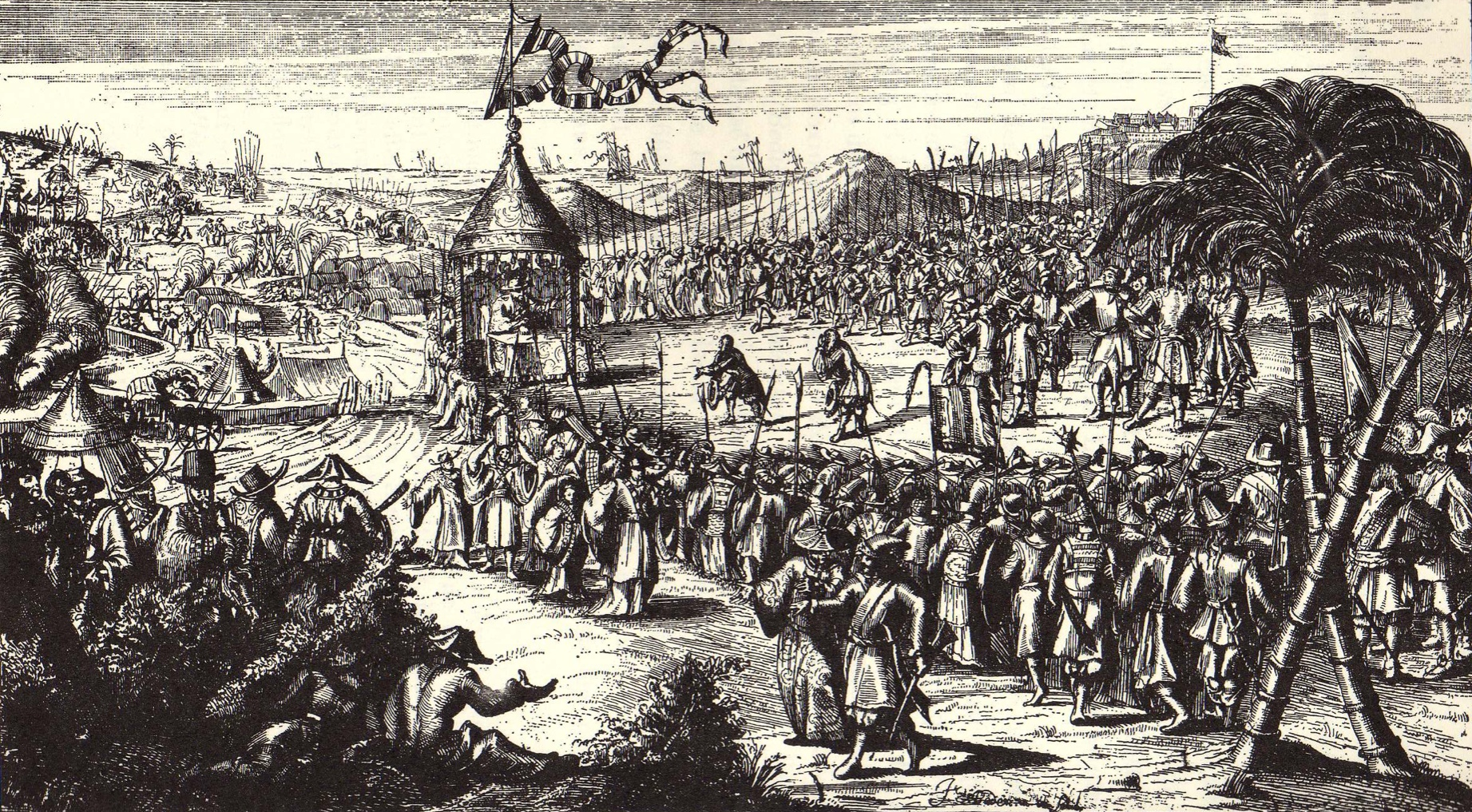
ゼーランディア城の降伏（ヤン・ファン・バーデン画、1675年）

1661年4月30日、ついに鄭成功は戎克船300隻、兵士25000名の兵力でゼーランディア城の近海に来襲した。これに対するオランダ側の守備兵力は1140名に過ぎなかった。翌日から陸海で激戦が繰り広げられた。4隻しか残っていなかったオランダ船は、最大の船が爆沈、残り3隻は脱出した。陸上ではオランダ軍は良く耐え、鄭成功は5月末から積極的な攻撃を中止して包囲戦に移った。
6月24日、ゼーランディア城から脱出した船がバタヴィアに到着し、戦闘が開始されたことが報告された。7月5日、ヤコブ・カーウ（Jacob Caeuw）を司令官とする9隻の艦隊がバタヴィアから出撃したが、カーウには戦闘経験がなかった。7月30日、「新長官」のクレンクが到着したが、戦闘中であることを知ると、台湾には上陸せず長崎に逃げてしまった。8月12日、カーウ率いる救援艦隊が到着するが、悪天候で上陸出来ず、ようやく9月8～10日にかけて補給品と兵士を揚陸させることに成功した。9月16日、オランダ艦隊が鄭成功の艦隊に攻撃を仕掛けるが失敗した。
鄭成功の台湾攻撃を知った清は救援を申し出た。ここで、11月26日にカーウが清の救援軍を輸送するという名目で艦隊を率いて脱出し、そのままバタヴィアへ逃亡してしまった。これでオランダ軍の士気は低下したが、鄭成功は城の内部事情は把握していなかった。しかし、脱走兵が城内の様子を伝えたこともあり、鄭成功は包囲戦から積極攻撃に作戦を変更、1662年2月10日、9ヶ月間にわたる篭城の末にコイエットは降伏した。コイエットは必要な物資を与えられてバタヴィアへと送り返された。
コイエットはフランソワ・カロンの義理の兄であり、それまではカロンの引き立てがあった。しかし、カロンはすでに帰国しておりその庇護はなかった。またスウェーデン人のコイエットを積極的にかばうオランダ人もいなかった。このため、一旦は「死刑」の求刑を受け、3年の幽閉後にバンダ諸島のアイ島へ永久追放となった。その後、スウェーデン政府の働きかけもあり、9年後の1674年に恩赦で釈放された。このときの条件は、一旦オランダに戻ったならば二度と出国してはならないというものだった。これは、義弟のカロンが1667年にライバルのフランス東インド会社の長官となっていたことが影響したと思われる。結局故国のスウェーデンに戻ることは無く、オランダで死去した。

## 著作
1675年に「無視された台湾（'t Verwaerloosde Formosa）」を出版した（匿名であるが、コイエットが深く関与していると思われる）。この本では、台湾に東インド会社が十分な援軍を送らなかったことが、台湾を失った原因だと会社を非難している。

## 参考
- 延岡繁「日本に初めて来たスウェーデン人フレデリック・コイエットの人生 (1) - (原作) グンナル・ムレーン」『人文学部研究論集』第5巻、中部大学人文学部、2001年1月、127-204頁、CRID 1050001338549226624、ISSN 1344-6037。
- 延岡繁「日本に初めて来たスウェーデン人フレデリック・コイエットの人生 (2) - (原作) グンナル・ムレーン」『人文学部研究論集』第6巻、中部大学人文学部、2001年7月、43-111頁、CRID 1050282813525940352、ISSN 1344-6037。
- 延岡繁「日本に初めて来たスウェーデン人フレデリック・コイエットの人生 (3) - (原作) グンナル・ムレーン」『人文学部研究論集』第8巻、中部大学人文学部、2002年7月、23-67頁、CRID 1050001338549231360、ISSN 1344-6037。
- 延岡繁「日本に初めて来たスウェーデン人フレデリック・コイエットの人生 (4) - (原作) グンナル・ムレーン」『人文学部研究論集』第9巻、中部大学人文学部、2003年1月、109-158頁、CRID 1050282813525944704、ISSN 1344-6037。
- 延岡繁「日本に初めて来たスウェーデン人フレデリック・コイエットの人生 (5) - (原作) グンナル・ムレーン」『人文学部研究論集』第10巻、中部大学人文学部、2003年7月、133-175頁、CRID 1050564288502658432、ISSN 1344-6037。

| 先代 ウィレム・フルステーヘン         | 第16代オランダ商館長 1647年11月3日 - 1648年12月9日  | 次代 ディルク・スヌーク     |
| 先代 アドリアン・ファン・デル・ブルフ | 第21代オランダ商館長 1652年11月4日 - 1653年11月10日 | 次代 ガブリエル・ハッパルト |